# Coupe d'Afrique du Nord de football 1940-1941
Navigation
Coupe AFN 1938-1939 Coupe AFN 1941-1942
Cet article traite de l'édition 1940-1941 de la Coupe d'Afrique du Nord de football. Il s'agit de la 10 édition de cette compétition, qui se termine par une victoire de l'AS Marine d'Oran.
C'est d'une équipe de la Ligue de d'Oran et une équipe de la Ligue de d'Alger qui se rencontrent en finale. Ces deux équipes sont respectivement l'AS Marine d'Oran et le RU Alger. La finale se termine par une victoire des Oranies sur les Algérois sur le score de 3 but à 0.
l'AS Marine d'Oran remporte la compétition pour la première fois de son histoire et permet à sa ligue, la Ligue de d'Oran  d'obtenir un Cinquième titre dans la compétition.

## Parcours LMFA-Maroc

### Premier Tour
|    | Date | Club            | Score | Club              | Lieu                                           |
| -- | ---- | --------------- | ----- | ----------------- | ---------------------------------------------- |
| 1  |      | US Athlétique   | 5 - 1 | US Safi           | Stade Philip - Casablanca                      |
| 2  |      | US Petitjean    | 0 - 4 | AS Casablanca     | Stade Municipal de Petitjean - Petitjean       |
| 3  |      | AS Marrakech    | 1 - 2 | Racing AC         | Stade El Harti - Marrakech                     |
| 4  |      | CA Port-lyautey | 0 - 4 | US Marocaine      | Stade Municipal de Port-lyautey - Port-lyautey |
| 5  |      | RC Oued-Zem     | 0 - 2 | Wydad AC          | Stade Municipal de Oued Zem - Oued-Zem         |
| 6  |      | OC Meknès       | 2 - 0 | US Oujda          | Stade d'Honneur de Meknès - Meknès             |
| 7  |      | OC Khouribga    | 3 - 0 | AS Rabat          | Stade du Phosphate - Khouribga                 |
| 8  |      | OM R'bati       | 2 - 1 | SC Taza           | Stade Mayot - Rabat                            |
| 9  |      | CS Marocain     | 4 - 1 | AS Mazagan        | Stade Ahmed Achhoud - Rabat                    |
| 10 |      | USM Rabat-Salé  | 0 - 1 | SCC Roches Noires | Stade Municipal de Rabat-Salé - Salé           |

### Deuxième Tour[1]
|   | Date | Club              | Score        | Club          | Lieu                                 |
| - | ---- | ----------------- | ------------ | ------------- | ------------------------------------ |
| 1 |      | US Athlétique     | *1 - 1 a. p. | Wydad AC      | Stade Philip - Casablanca            |
| 2 |      | SCC Roches Noires | 0 - 1        | Racing AC     | Stade des Roches Noires - Casablanca |
| 3 |      | CS Marocain       | 3 - 2        | USD Meknès    | Stade Ahmed Achhoud - Rabat          |
| 4 |      | US Fès            | 1 - 2        | US Marocaine  | Stade Municipal de Fès - Fès         |
| 5 |      | OC Khouribga      | 2 - 3        | AS Casablanca | Stade du Phosphate - Khouribga       |
| 6 |      | OC Meknès         | 2 - 0        | OM R'bati     | Stade d'Honneur de Meknès - Meknès   |

### 1/8 de finale
- joués le 1941

|   | Date | Club | Score | Club | Lieu |
| - | ---- | ---- | ----- | ---- | ---- |
| 1 |      | ...  | -     | ...  |      |
| 2 |      | ...  | -     | ...  |      |
| 3 |      | ...  | -     | ...  |      |
| 4 |      | ...  | -     | ...  |      |
| 5 |      | ...  | -     | ...  |      |
| 6 |      | ...  | -     | ...  |      |
| 7 |      | ...  | -     | ...  |      |
| 8 |      | ...  | -     | ...  |      |

### 1/4 de finale
- joués le 1941

|   | Date | Club           | Score | Club             | Lieu |
| - | ---- | -------------- | ----- | ---------------- | ---- |
| 1 |      | US Marocaine   | -     | ...              |      |
| 2 |      | Stade Marocain | 3 - 3 | ASPTT Casablanca |      |
| 3 |      | SA Marrakech   | -     | ...              |      |
| 4 |      | ASF Tanger     | -     | ...              |      |

### 1/2 finale
- joués le 23 mars 1941

|   | Date | Club           | Score | Club         | Lieu |
| - | ---- | -------------- | ----- | ------------ | ---- |
| 1 |      | US Marocaine   | 3 - 1 | SA Marrakech |      |
| 2 |      | Stade Marocain | 4 - 0 | ASF Tanger   |      |

### finale
- joués le 6 avril 1941:

|  | Date | Club         | Score     | Club           | Lieu |
|  | ---- | ------------ | --------- | -------------- | ---- |
|  |      | US Marocaine | 2 - 0 a.p | Stade Marocain |      |

## Parcours LTFA-Tunisie

### Premier Tour
- joués le 1940

|   | Date | Club | Score | Club | Lieu |
| - | ---- | ---- | ----- | ---- | ---- |
| 1 |      | ...  | -     | ...  |      |
| 2 |      | ...  | -     | ...  |      |
| 3 |      | ...  | -     | ...  |      |
| 4 |      | ...  | -     | ...  |      |
| 5 |      | ...  | -     | ...  |      |
| 6 |      | ...  | -     | ...  |      |
| 7 |      | ...  | -     | ...  |      |
| 8 |      | ...  | -     | ...  |      |

### Deuxième Tour
- joués le 1940

|   | Date | Club | Score | Club | Lieu |
| - | ---- | ---- | ----- | ---- | ---- |
| 1 |      | ...  | -     | ...  |      |
| 2 |      | ...  | -     | ...  |      |
| 3 |      | ...  | -     | ...  |      |
| 4 |      | ...  | -     | ...  |      |
| 5 |      | ...  | -     | ...  |      |
| 6 |      | ...  | -     | ...  |      |
| 7 |      | ...  | -     | ...  |      |
| 8 |      | ...  | -     | ...  |      |

### Troisième Tour
- joués le 1940

|   | Date | Club | Score | Club | Lieu |
| - | ---- | ---- | ----- | ---- | ---- |
| 1 |      | ...  | -     | ...  |      |
| 2 |      | ...  | -     | ...  |      |
| 3 |      | ...  | -     | ...  |      |
| 4 |      | ...  | -     | ...  |      |
| 5 |      | ...  | -     | ...  |      |
| 6 |      | ...  | -     | ...  |      |
| 7 |      | ...  | -     | ...  |      |
| 8 |      | ...  | -     | ...  |      |

### 1/8 de finale
- joués le 1941

|   | Date | Club | Score | Club | Lieu |
| - | ---- | ---- | ----- | ---- | ---- |
| 1 |      | ...  | -     | ...  |      |
| 2 |      | ...  | -     | ...  |      |
| 3 |      | ...  | -     | ...  |      |
| 4 |      | ...  | -     | ...  |      |
| 5 |      | ...  | -     | ...  |      |
| 6 |      | ...  | -     | ...  |      |
| 7 |      | ...  | -     | ...  |      |
| 8 |      | ...  | -     | ...  |      |

### 1/4 de finale
- joués le 1941

|   | Date | Club | Score | Club | Lieu |
| - | ---- | ---- | ----- | ---- | ---- |
| 1 |      | ...  | -     | ...  |      |
| 2 |      | ...  | -     | ...  |      |
| 3 |      | ...  | -     | ...  |      |
| 4 |      | ...  | -     | ...  |      |

### 1/2 finale
- joués le 1941

|   | Date | Club | Score | Club | Lieu |
| - | ---- | ---- | ----- | ---- | ---- |
| 1 |      | ...  | -     | ...  |      |
| 2 |      | ...  | -     | ...  |      |

### finale
- joués le 1941:

|  | Date | Club     | Score | Club | Lieu |
|  | ---- | -------- | ----- | ---- | ---- |
|  |      | ES Tunis | -     | ...  |      |

## Parcours LAFA-Alger
La première trêve, ménagée dans le calendrier du « retour » du Critérium, et qui aura lieu le 2 février, sera consacrée au troisième tour éliminatoire en vue de la Coupe de la Ligue d’Alger.
Seize clubs seront en présence parmi lesquels tous ceux de division d’honneur qui avaient été exempts jusqu’ici plus le G.S. Orléansvillois dont ce seront les débuts de l’année en compétition.
Rappelons comment chacune de ces formations est parvenue à ces huitièmes de finale.
Furent exempts au 1er tour : ASB, ASSE, FCB, GSA, GSO, MCA, OHD, RSA, RUA, RCMC, USB et USOM
(d’office), plus le S. Guyotvillois après tirage au sort le 3 novembre.
Les résultats furent les suivants :

### Premier Tour
- joués le 3 novembre 1940

|                          | Date | Club               | Score  | Club               | Lieu                       |
| ------------------------ | ---- | ------------------ | ------ | ------------------ | -------------------------- |
| 1                        |      | AS Montpensier     | 11 - 2 | RC Fondouk         |                            |
| 2                        |      | O Rouiba           | 3 - 1  | CA Paté            |                            |
| 3                        |      | OM Ruisseau        | 3 - 0  | Stade Algérois     |                            |
| 4                        |      | ES Zéralda         | 2 - 1  | RAS Alger          |                            |
| 5                        |      | USM Blida          | 10 - 0 | ASPTT Alger        |                            |
| 6                        |      | O Tizi-Ouzou       | 10 - 1 | US Alger           |                            |
| 7                        |      | US Fort-de-l'Eau   | 1 - 0  | AS Rivet           |                            |
| 8                        |      | O Médéa            | 2 - 1  | AS Douéra          |                            |
| 9                        |      | USM Alger          | 4 - 2  | O Pointe-Pescade   | (OPP gagnant sur réserves) |
| 10                       |      | AS Trèfle Algérois | 2 - 2  | SC Alger           |                            |
| Match rejoué 24 novembre |      |                    |        |                    |                            |
|                          |      | SC Alger           | 1 - 1  | AS Trèfle Algérois |                            |
| Match rejoué 1 décembre  |      |                    |        |                    |                            |
|                          |      | AS Trèfle Algérois | 3 - 0  | SC Alger           |                            |

Le 1er décembre, le second tour exemptait : GSA, GSO, MCA, OHD, RCMC, RSA, RUA et USOM, et la
journée voyait les résultats suivants :

### Deuxième Tour
- joués le 15 décembre 1940

|   | Date | Club             | Score | Club               | Lieu |
| - | ---- | ---------------- | ----- | ------------------ | ---- |
| 1 |      | USM Blida        | 4 - 1 | AS Trèfle Algérois |      |
| 2 |      | AS Boufarik      | 3 - 0 | O Pointe-Pescade   |      |
| 3 |      | Stade Guyotville | 3 - 0 | USM Maison-Carrée  |      |
| 4 |      | FC Blida         | 6 - 0 | O Médéa            |      |
| 5 |      | US Blida         | 3 - 2 | US Fort-de-l'Eau   |      |
| 6 |      | AS Saint-Eugène  | 2 - 1 | AS Montpensier     |      |
| 7 |      | OM Ruisseau      | 5 - 0 | ES Zéralda         |      |
| 8 |      | O Tizi-Ouzou     | 1 - 0 | O Rouiba           |      |

### 1/8 de finale
- joués le 2 février 1941

|                         | Date       | Club             | Score | Club                    | Lieu                   |
| ----------------------- | ---------- | ---------------- | ----- | ----------------------- | ---------------------- |
| 1                       |            | AS Saint-Eugène  | 4 - 1 | OM Ruisseau             | Municipal/ Alger 13h00 |
| 2                       |            | RC Maison-Carrée | 1 - 0 | AS Boufarik             | Municipal/ Alger 15h00 |
| 3                       |            | FC Blida         | 1 - 1 | USM Blida               | Blida 15:00            |
| 4                       |            | US Blida         | 4 - 1 | GS Orléansville         | Mouzaïaville 15:00     |
| 5                       |            | O Tizi-Ouzou     | 3 - 2 | Red Star Algérois       | Issers 15:00           |
| 6                       |            | MC Alger         | 3 - 0 | GS Alger                | Saint-Eugène 15h00     |
| 7                       |            | RU Alger         | 1 - 0 | Olympique d'Hussein-Dey | Saint-Eugène 13h00     |
| 8                       |            | US Ouest Mitidja | 2 - 2 | Stade Guyotville        | Maison-Carrée 15:00    |
| Match rejoué 16 février |            |                  |       |                         |                        |
|                         | 16 février | US Ouest Mitidja | 1 - 0 | Stade Guyotville        | Blida                  |
|                         | 16 février | FC Blida         | 0 - 0 | USM Blida               | Blida                  |
| Match rejoué 23 février |            |                  |       |                         |                        |
|                         | 23 février | FC Blida         | 2 - 1 | USM Blida               | Blida                  |

### 1/4 de finale
- joués le 1941

|                      | Date    | Club             | Score | Club             | Lieu              |
| -------------------- | ------- | ---------------- | ----- | ---------------- | ----------------- |
| 1                    |         | RU Alger         | 2 - 1 | MC Alger         | Alger             |
| 2                    |         | US Ouest Mitidja | 2 - 1 | O Tizi-Ouzou     | Maison-Carrée     |
| 3                    |         | FC Blida         | 1 - 1 | RC Maison-Carrée | Boufarik          |
| 4                    |         | AS Saint-Eugène  | 1 - 1 | US Blida         | Municipal / Alger |
| Match rejoué 30 mars |         |                  |       |                  |                   |
|                      | 30 mars | RC Maison-Carrée | 4 - 0 | FC Blida         |                   |
|                      | 30 mars | US Blida         | 3 - 0 | AS Saint-Eugène  |                   |

### 1/2 finale
- joués le 20 avril 1941

|   | Date | Club             | Score      | Club             | Lieu             |
| - | ---- | ---------------- | ---------- | ---------------- | ---------------- |
| 1 |      | RU Alger         | 1 - 0      | US Blida         | Boufarik         |
| 2 |      | RC Maison-Carrée | 2 - 0 a.p. | US Ouest Mitidja | Municipal/ Alger |

### finale
- joués le 4 mai 1941[2] :

|  | Date        | Club     | Score | Club             | Lieu  |
|  | ----------- | -------- | ----- | ---------------- | ----- |
|  | 04 mai 1941 | RU Alger | 4 - 1 | RC Maison-Carrée | Alger |

## Parcours LOFA-Oran

### Premier Tour
- joués le 3 novembre 1940

|   | Date | Club                         | Score   | Club                      | Lieu |
| - | ---- | ---------------------------- | ------- | ------------------------- | ---- |
| 1 |      | USM Bel Abbès                | 1 - 0   | SC Choupot                |      |
| 2 |      | GC Oran                      | 5 - 0   | SA Palikao                |      |
| 3 |      | Stade Mondial Gambetta       | 2 - 0   | USSC Témouchent           |      |
| 4 |      | Saint-Louis Sportive Oranais | 2 - 0   | SC Lamur                  |      |
| 5 |      | JFA Bel-Abbès                | 2 - 1   | USFA Tlemcen              |      |
| 6 |      | JS Saint-Eugène              | 2 - 1   | Brillant Medioni Sportive |      |
| 7 |      | SC Relizane                  | forfait | AS Eckmühl                |      |

### Deuxième Tour
- joués le 1940

|   | Date        | Club     | Score | Club                 | Lieu |
| - | ----------- | -------- | ----- | -------------------- | ---- |
| 1 | 09 décembre | la Marsa | -     | US Hammam Bou Hadjar |      |
| 2 |             | ...      | -     | ...                  |      |
| 3 |             | ...      | -     | ...                  |      |
| 4 |             | ...      | -     | ...                  |      |
| 5 |             | ...      | -     | ...                  |      |
| 6 |             | ...      | -     | ...                  |      |
| 7 |             | ...      | -     | ...                  |      |
| 8 |             | ...      | -     | ...                  |      |

### 1/8 de finale
- joués le 1941

|   | Date       | Club                      | Score | Club     | Lieu      |
| - | ---------- | ------------------------- | ----- | -------- | --------- |
| 1 | 26 janvier | USM Bel Abbès             | 2 - 0 | GC Saïda | Bel Abbès |
| 2 | 26 janvier | USFA Tlemcen              | 1 - 1 | GC Oran  |           |
| 3 |            | USM Oran                  | -     | ...      |           |
| 4 |            | Brillant Medioni Sportive | -     | ...      |           |
| 5 |            | AS Marine d'Oran          | -     | ...      |           |
| 6 |            | Stade Mondial Gambetta    | -     | ...      |           |
| 7 |            | CDJ Oran                  | -     | ...      |           |
| 8 |            | la Marsa                  | -     | ...      |           |

### 1/4 de finale
- joués le 26 janvier 1941

|   | Date       | Club             | Score | Club                      | Lieu          |
| - | ---------- | ---------------- | ----- | ------------------------- | ------------- |
| 1 |            | USM Oran         | 2 - 0 | Stade Mondial Gambetta    | Oran          |
| 2 |            | AS Marine d'Oran | 5 - 0 | la Marsa                  | Mers-el-Kebir |
| 3 | 23 février | GC Oran          | 2 - 1 | Brillant Medioni Sportive | Oran          |
| 4 | 23 février | CDJ Oran         | 1 - 0 | USM Bel Abbès             | Bel Abbès     |

### 1/2 finale
- joués le 30 mars 1941

|   | Date | Club             | Score | Club     | Lieu |
| - | ---- | ---------------- | ----- | -------- | ---- |
| 1 |      | AS Marine d'Oran | 4 - 0 | GC Oran  | Oran |
| 2 |      | CDJ Oran         | 3 - 1 | USM Oran | Oran |

### finale
- joués le 21 avril 1941[3]:

|  | Date          | Club             | Score | Club     | Lieu |
|  | ------------- | ---------------- | ----- | -------- | ---- |
|  | 21 avril 1941 | AS Marine d'Oran | 1 - 0 | CDJ Oran | Oran |

## Parcours LCFA-Constantine

### Premier Tour
- joués le 1940

|   | Date | Club | Score | Club | Lieu |
| - | ---- | ---- | ----- | ---- | ---- |
| 1 |      | ...  | -     | ...  |      |
| 2 |      | ...  | -     | ...  |      |
| 3 |      | ...  | -     | ...  |      |
| 4 |      | ...  | -     | ...  |      |
| 5 |      | ...  | -     | ...  |      |
| 6 |      | ...  | -     | ...  |      |
| 7 |      | ...  | -     | ...  |      |
| 8 |      | ...  | -     | ...  |      |

### Deuxième Tour
- joués le 1940

|   | Date | Club | Score | Club | Lieu |
| - | ---- | ---- | ----- | ---- | ---- |
| 1 |      | ...  | -     | ...  |      |
| 2 |      | ...  | -     | ...  |      |
| 3 |      | ...  | -     | ...  |      |
| 4 |      | ...  | -     | ...  |      |
| 5 |      | ...  | -     | ...  |      |
| 6 |      | ...  | -     | ...  |      |
| 7 |      | ...  | -     | ...  |      |
| 8 |      | ...  | -     | ...  |      |

### Troisième Tour
- joués le 1940

|   | Date | Club | Score | Club | Lieu |
| - | ---- | ---- | ----- | ---- | ---- |
| 1 |      | ...  | -     | ...  |      |
| 2 |      | ...  | -     | ...  |      |
| 3 |      | ...  | -     | ...  |      |
| 4 |      | ...  | -     | ...  |      |
| 5 |      | ...  | -     | ...  |      |
| 6 |      | ...  | -     | ...  |      |
| 7 |      | ...  | -     | ...  |      |
| 8 |      | ...  | -     | ...  |      |

### 1/8 de finale
- joués le 1941

|   | Date | Club | Score | Club | Lieu |
| - | ---- | ---- | ----- | ---- | ---- |
| 1 |      | ...  | -     | ...  |      |
| 2 |      | ...  | -     | ...  |      |
| 3 |      | ...  | -     | ...  |      |
| 4 |      | ...  | -     | ...  |      |
| 5 |      | ...  | -     | ...  |      |
| 6 |      | ...  | -     | ...  |      |
| 7 |      | ...  | -     | ...  |      |
| 8 |      | ...  | -     | ...  |      |

### 1/4 de finale
- joués le 1941

|   | Date | Club    | Score | Club | Lieu |
| - | ---- | ------- | ----- | ---- | ---- |
| 1 |      | AS Bone | 04-01 | SSSA |      |
| 2 |      | ...     | -     | ...  |      |
| 3 |      | ...     | -     | ...  |      |
| 4 |      | ...     | -     | ...  |      |

### 1/2 finale
- joués le 1941

|   | Date | Club      | Score | Club | Lieu |
| - | ---- | --------- | ----- | ---- | ---- |
| 1 |      | AS Bône   | -     | ...  |      |
| 2 |      | JS Guelma | -     | ...  |      |

### finale
- joués le 28 avril 1941[4]:

|  | Date          | Club    | Score | Club      | Lieu        |
|  | ------------- | ------- | ----- | --------- | ----------- |
|  | 28 avril 1941 | AS Bône | 3 - 0 | JS Guelma | Constantine |

## Parcours des finalistes

### Les Clubs Qualifié
- Les Clubs Qualifié pour les le tour finale de la Coupe d'Afrique du Nord 1940-1941 sont les Champions des Coupes Départemental :

|      | Date          | Club             | Score     | Club             | Lieu                                        |
| ---- | ------------- | ---------------- | --------- | ---------------- | ------------------------------------------- |
| LMFA | 06 avril 1941 | US Marocaine     | 2 - 0 a.p | Stade Marocain   |                                             |
| LOFA | 21 avril 1941 | AS Marine d'Oran | 1 - 0     | CDJ Oran         | Oran                                        |
| LCFA | 28 avril 1941 | AS Bône          | 3 - 0     | JS Guelma        | Constantine                                 |
| LAFA | 04 mai 1941   | RU Alger         | 4 - 1     | RC Maison-Carrée | Alger                                       |
| LTFA | 28 mai 1939   | ES Tunis         | 4 - 1     | ES Sahel         | (le dernier gagnant de la coupe de Tunisie) |

### Quarts de finale
- Résultats des quarts de finale de la Coupe d'Afrique du Nord 1940-1941:
- joués le 11 mai 1941[5],[6]:

|                     | Date   | Club     | Score | Club     | Lieu  |
| ------------------- | ------ | -------- | ----- | -------- | ----- |
| 1                   |        | AS Bône  | 2 - 2 | ES Tunis | Bône  |
| Match rejoué 18 mai |        |          |       |          |       |
|                     | 18 mai | ES Tunis | 3 - 0 | AS Bône  | Tunis |

### Demi-finales
- Résultats des demi-finales de la Coupe d'Afrique du Nord 1940-1941:
- joués le 18 mai 1941[6],[7],[8]::

|   | Date   | Club             | Score | Club         | Lieu       |
| - | ------ | ---------------- | ----- | ------------ | ---------- |
| 1 |        | RU Alger         | 1 - 0 | US Marocaine | Casablanca |
| 2 | 25 mai | AS Marine d'Oran | 2 - 0 | ES Tunis     | Tunis      |

### Finale
- Résultats du finale de la Coupe d'Afrique du Nord 1940-1941

La finale joués le 8 juin 1941, :
|   | Date        | Club             | Score | Club     | Lieu                 |
| - | ----------- | ---------------- | ----- | -------- | -------------------- |
| 1 | 8 juin 1941 | AS Marine d'Oran | 3 - 0 | RU Alger | Stade Alenda, (Oran) |

| Titulaires : |  |
| |  |
| 1. François 2. Frutoso 3. Vidal 4. Benamar 5. Vives 6. Caillat 7. Gonzales 8. Chibani 9. André Philippot 10. Michel Frutoso 11. Teissonnier |  |

| Titulaires : |  |
| |  |
| 1. Fourest 2. Couard Raymond 3. Ferrari 4. Orhant 5. Lucien Jasseron 6. Bernard 7. Vives 8. Roger Couard 9. El Madhaoui 10. Faglin 11. Robles |  |

| Titulaires : |  |
| |  |
| 1. François 2. Frutoso 3. Vidal 4. Benamar 5. Vives 6. Caillat 7. Gonzales 8. Chibani 9. André Philippot 10. Michel Frutoso 11. Teissonnier |  |

| Titulaires : |  |
| |  |
| 1. Fourest 2. Couard Raymond 3. Ferrari 4. Orhant 5. Lucien Jasseron 6. Bernard 7. Vives 8. Roger Couard 9. El Madhaoui 10. Faglin 11. Robles |  |

| Coupe d'Afrique du Nord Vainqueur 1940-1941 |
| ------------------------------------------- |
| ASM Oran Premier titre                      |